# Thapsia villosa
Thapsia villosa är en flockblommig växtart som beskrevs av Carl von Linné. Thapsia villosa ingår i släktet Thapsia och familjen flockblommiga växter.

## Underarter
Arten delas in i följande underarter:
- T. v. laciniata
- T. v. platyphyllos

Det förekommer också en variant Thapsia villosa var. villosa som växer från södra Frankrike till Iberiska halvön och nordvästra Afrika.

## Bildgalleri

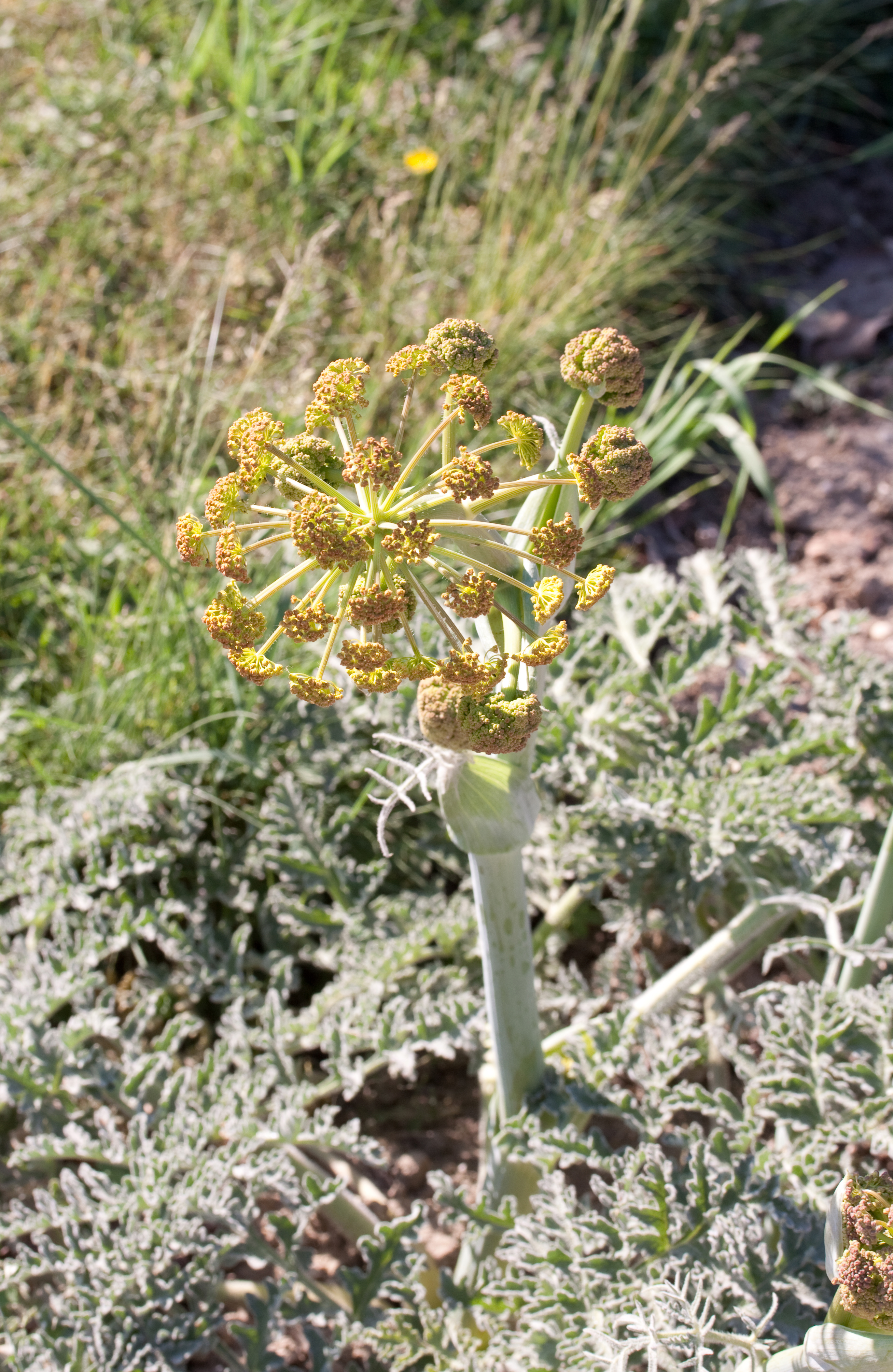
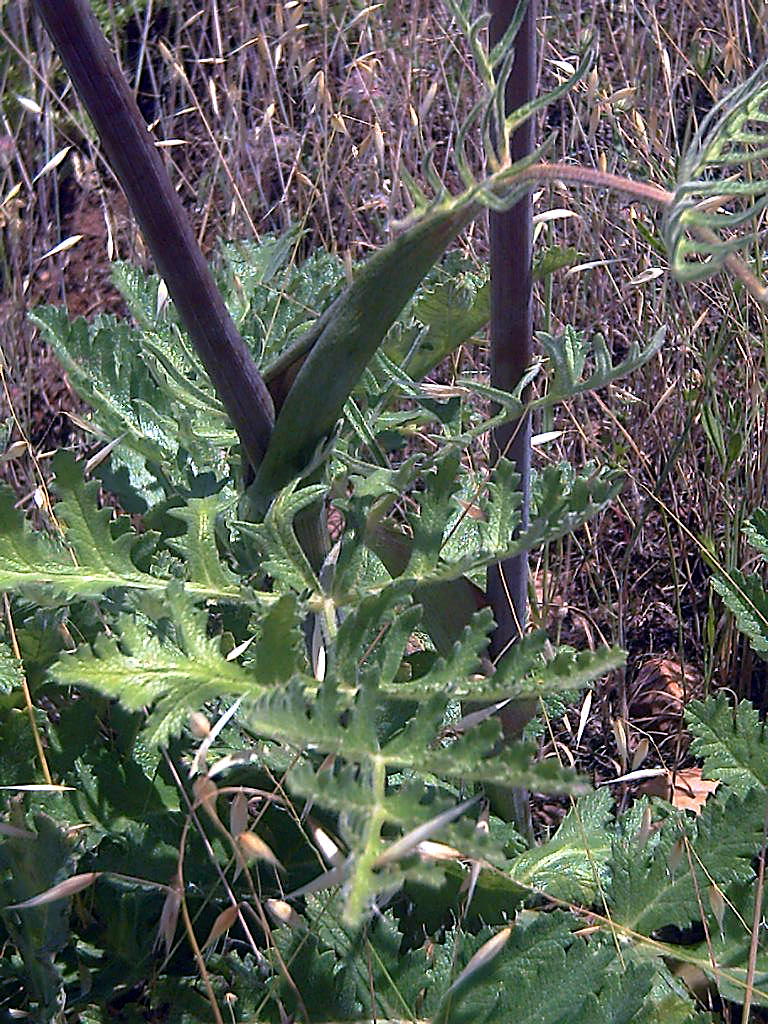
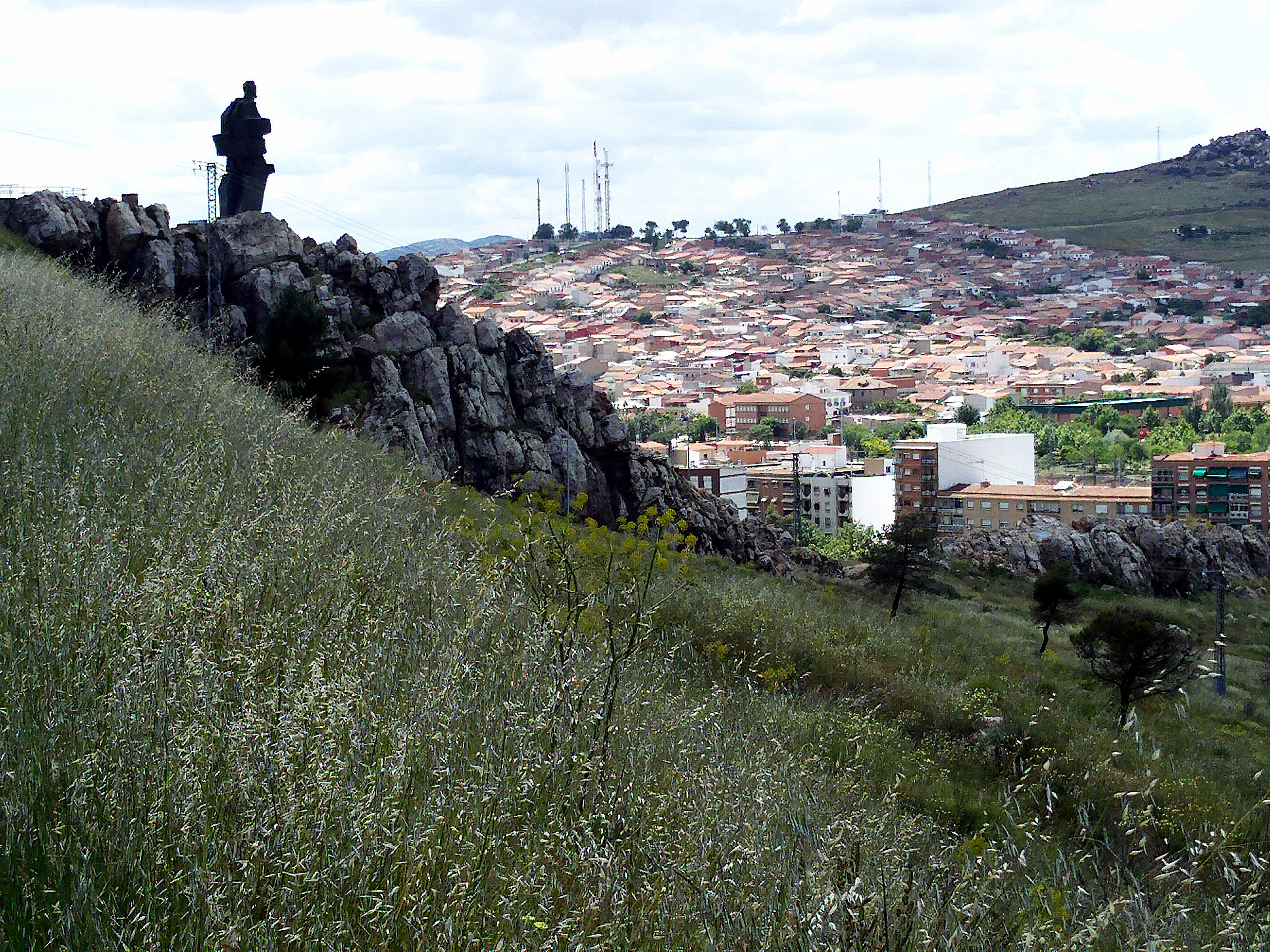
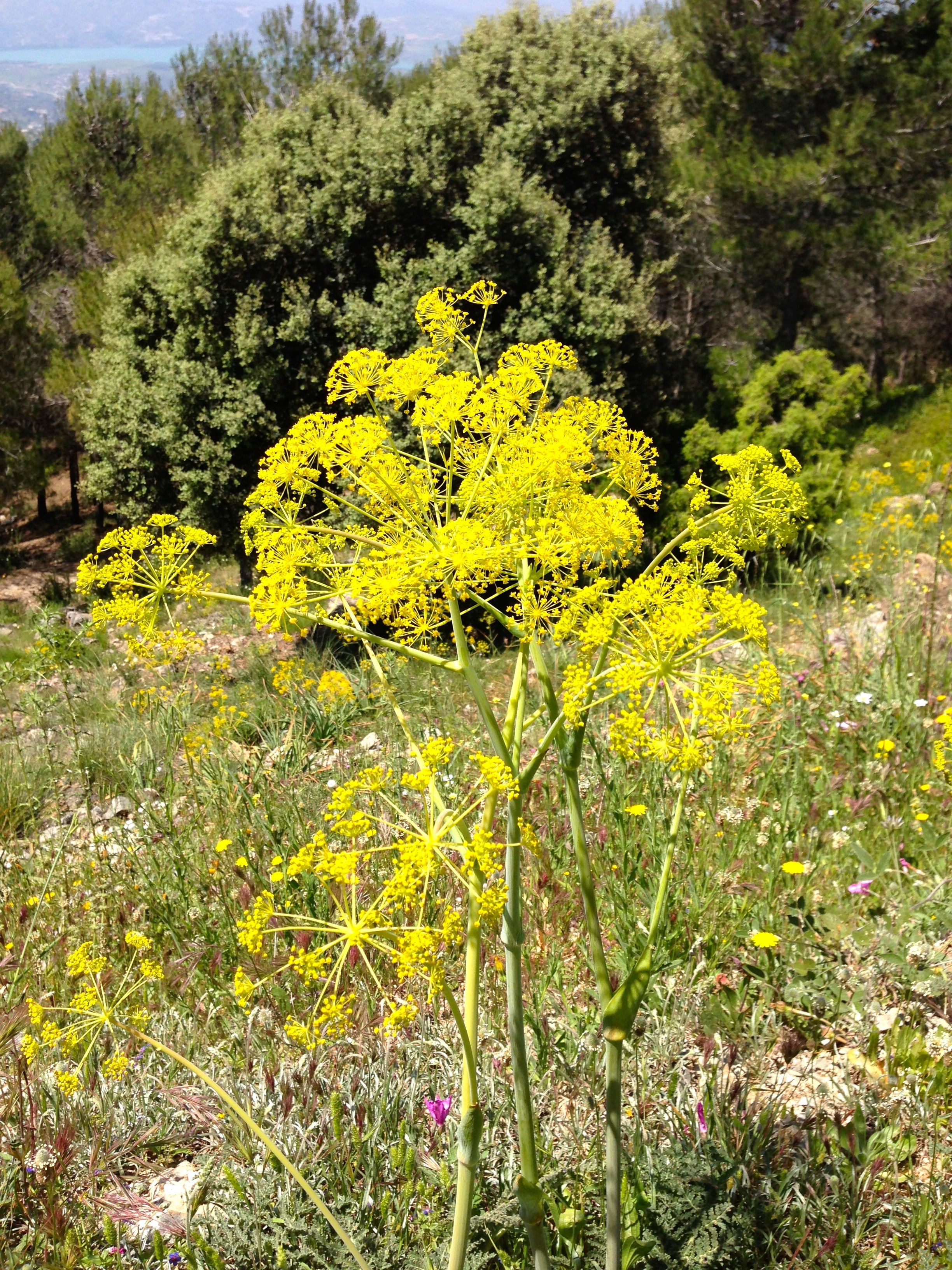
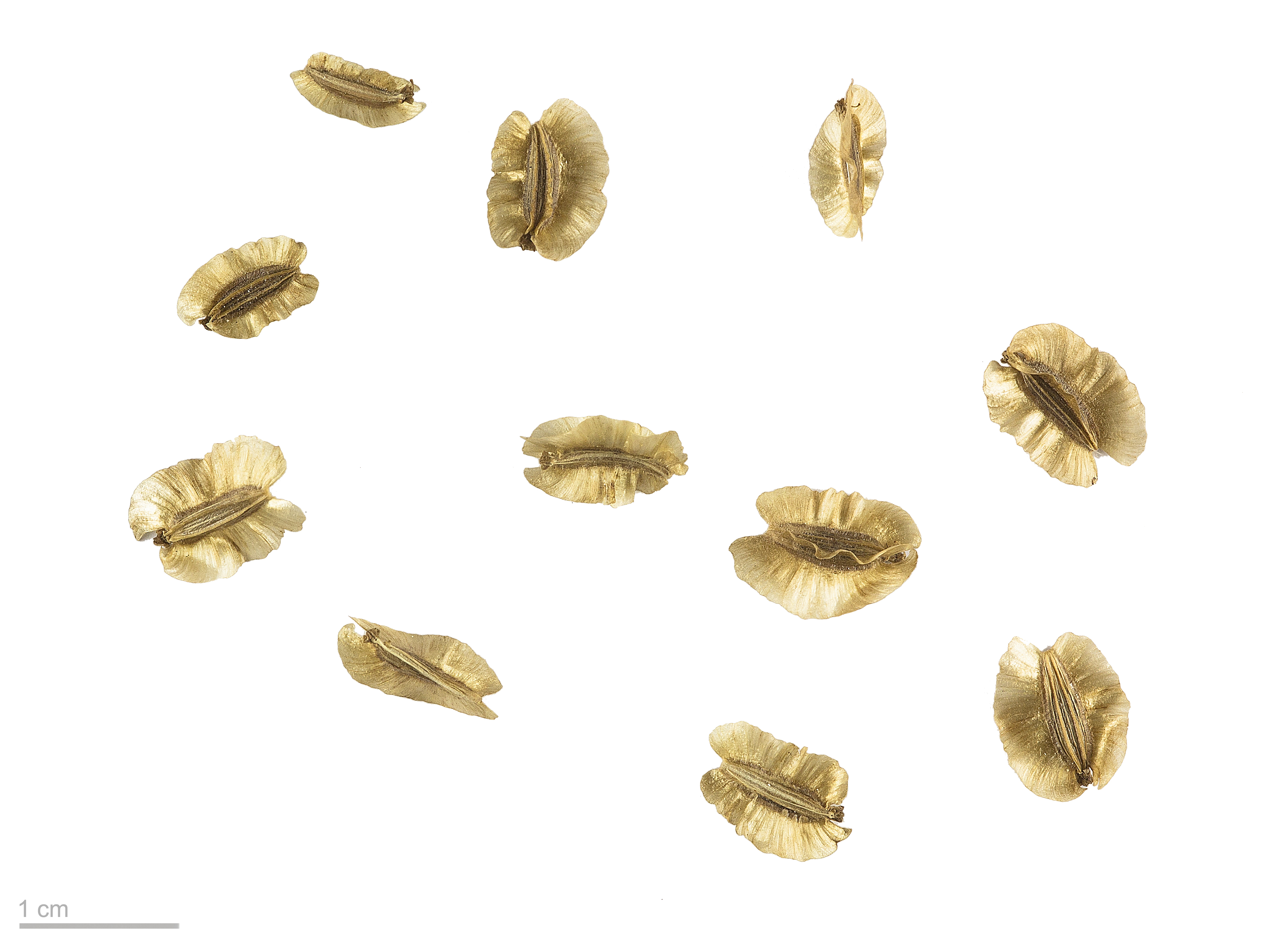
Thapsia villosa - Museum specimen